# Ronald Cross
Sir Ronald Hibbert Cross, 1. Baronet KCMG, KCVO, PC (* 9. Mai 1896 in Pendleton (Lancashire), England; † 3. Juni 1968 in London) war ein britischer Politiker und Gouverneur von Tasmanien.

## Leben
Cross wurde 1896 als Sohn einer wohlhabenden Müllerfamilie geboren. Beim Studium am Eton College lernte er unter anderem Deutsch und arbeitete danach im Bankwesen.
Während des Ersten Weltkriegs war er Jagdflieger beim Royal Flying Corps. 1931 wurde er als konservativer Abgeordneter ins House of Commons gewählt. Während des Zweiten Weltkriegs hielt er die Ministerposten Minister of Economic Warfare (1939–1940) und Minister of Shipping (ab 1940). Nachdem Kritik in der Presse an ihm aufkam, wurde er 1941 seiner Posten enthoben und als Hochkommissar nach Australien geschickt. Am 15. August 1941 wurde ihm in der Baronetage of the United Kingdom der erbliche Adelstitel Baronet, of Bolton-Le-Moors in the County of Lancaster, erhoben. 1945 verlor er nach seiner Rückkehr nach England sein Parlamentsmandat, da seine lange Abwesenheit auf Unmut in seinem Wahlkreis Lancashire gestoßen war.
1950 wurde Cross erneut ins House of Commons gewählt, gab sein Mandat aber bereits ein Jahr später zurück, da ihm die Stelle als Gouverneur von Tasmanien angeboten worden war. Im August 1951 trat er das Amt in Hobart an.
1954 wurde er als Knight Commander in den Royal Victorian Order und 1955 als Knight Commander in den Order of St. Michael and St. George aufgenommen.
1958 ging er in den Ruhestand und kehrte nach England zurück. Er starb am 3. Juni 1968 in Westminster.
Bei seinem Tod 1968 hinterließ er vier Töchter, aber keine Söhne, sodass sein Adelstitel erlosch.